# الجمعية البريطانية لأبحاث الشيخوخة
الجمعية البريطانية لأبحاث الشيخوخة جمعية علمية (مؤسسة خيرية مسجلة برقم 1174127) تشجع البحث لفهم أسباب وتأثيرات عملية الشيخوخة. تشجع الجمعية البريطانية لأبحاث الشيخوخة النشر والفهم العام لأبحاث الشيخوخة وتعقد اجتماعاً علمياً سنوياً. العديد من العلماء البارزين المهتمين بالشيخوخة سواء أكانوا أعضاء قدماء أو حاليين في المنظمة، يبذلون تأثير ملحوظ في أبحاث الشيخوخة داخل المملكة المتحدة ودولياً.

## النشاطات

### السبب الجوهري
وفقاً للقواعد الأولى للجمعية البريطانية لأبحاث الشيخوخة عام 1954:
أسِست الجمعية لغرض تقديم المعرفة بأسباب وعمليات الشيخوخة من خلال الملاحظات السريرية وغيرها على البشر، أو عن طريق الدراسات التجريبية ذات الصلة على الكائنات الحية.
مع ذلك راجع الاجتماع السنوي العام للجمعية عام 1956 القواعد مثل هذه:
يجب أن يكون هدف الجمعية، من خلال البحث، زيادة المعرفة بعمليات وأسباب الشيخوخة ووسائل مواجهتها في كل من البشر والكائنات الأخرى كما هو مبين.
منذ عام 1979 كانت أهداف الجمعية على النحو التالي:
- زيادة المعرفة بعمليات وأسباب وتأثيرات الشيخوخة ووسائل مواجهتها في كل من البشر والكائنات الأخرى من خلال البحث كما هو مبين.
- نشر نتائج جميع هذه الأبحاث.
- تعزيز توعية الجماهير فيها.

وبالتالي، تسعى الجمعية إلى تحسين فهم البيولوجيا الأساسية للشيخوخة، وكذلك تثقيف الجمهور بشأن التطورات العلمية التي تحدث في مجال علم الشيخوخة الحديث. في الآونة الأخيرة بدأت الجمعية بتمويل البحث المباشر في بيولوجيا الشيخوخة، متضمنة تمويل السنوات الثلاث الأخير لمنحة جامعية بدرجة الدكتوراه بـ(54750 جنية إسترليني) في معهد الشيخوخة والأمراض المزمنة في جامعة ليفربول.

### الاجتماعات العلمية
تنظم الجمعية حالياً اجتماعاً علمياً سنوياً وتساهم في أنشطة المنظمات الأخرى ذات الأهداف المماثلة على أساس خاص. تتضمن نماذج الاجتماعات العلمية:
- الاجتماع العلمي السنوي الخمسون (2000) الخلايا الجذعية والإجهاد والشيخوخة.
- الاجتماع العلمي السنوي الحادي والخمسون (2001)، اجتماع العقول (اجتماع مشترك بين الجمعية البريطانية لأبحاث الشيخوخة والبحث في مجال الشيخوخة).
- الاجتماع العلمي السنوي الثالث والخمسون (2003) التغذية وصحة الشيخوخة.
- الاجتماع العلمي السنوي الرابع والخمسون (2004) خلية الشيخوخة، شيخوخة الجسم.
- الاجتماع العلمي السنوي الخامس والخمسون (2005) هل شيخوخة الجلد عميقة؟.
- الاجتماع العلمي السنوي الثامن والخمسون (2008) الشيخوخة: جزيئات الإنسان.
- الاجتماع العلمي السنوي التاسع والخمسون (2009) هندسة مستقبل صحي.
- الاجتماع العلمي السنوي الستون (2010) بيولوجيا نظم الشيخوخة.
- الاجتماع العلمي السنوي الواحد والستون (2011) علم الشيخوخة: التقدم العالمي (بالاشتراك مع الجمعية الدولية لعلم الشيخوخة الطبية الحيوية).[4]
- الاجتماع العلمي السنوي الثاني والستون (2012) الشيخوخة: آليات ومخففات.[5]
- الاجتماع العلمي السنوي الثالث والستون (2013) أهداف واتجاهات جديدة لبحث الشيخوخة. تأثيرات النظام الغذائي والميكروبات والمناعة المعوية.[6]
- الاجتماع العلمي السنوي الرابع والستون (2014) التمرين، النشاط وآلية الشيخوخة.[7]
- الاجتماع العلمي السنوي السادس والستون (2016) تطور وبيولوجيا الشيخوخة.[8]
- الاجتماع العلمي السنوي السابع والستون (2017) بيولوجيا الشيخوخة وثورة أوميكس.[9]

### مجلة علمية
المجلة الرسمية للجمعية هي علم الشيخوخة الحيوي، ويُحث الأعضاء على النشر هنا كلما أمكن ذلك. لديها علاقات جيدة أيضاً مع مجلة الكيمياء المركزية، التي تقبل العمل المتعلق بكيمياء الشيخوخة تحديداً. حافظت الجمعية في الماضي على مكانة المجلة الرسمية مع التطور وآليات الشيخوخة ورعت إنشاء مجلة العمر والشيخوخة بالاشتراك مع جمعية أمراض الشيخوخة البريطانية. لم تعد تحتفظ بروابط مع هذه المجلات الأخيرة.

### انتخاب للعضوية
تُفتح عضوية الجمعية البريطانية لأبحاث الشيخوخة للمشتركين في الأبحاث أو توجيهها أو المهتمين بها لزيادة المعرفة بعمليات الشيخوخة وأسبابها وآثارها، سواء في الكائنات البشرية أو في الكائنات الحية الأخرى. المرشحون النموذجيون للعضوية إما مؤهلون لمستوى الدكتوراه في مادة علمية ذات صلة أو يعملون من أجل الحصول على هذا المؤهل (مثل طالب دكتوراه). ومع ذلك، ستقوم اللجنة التنفيذية بتقييم كل حالة على أساس مزاياها وقد يُستبدل التعلم المهني أو التجريبي المناسب.
يجب اقتراح مرشح للعضوية وتأييده من قبل عضوين حاليين، لكن في حالة عدم وجود مثل هؤلاء الرعاة عند تقديم الطلب، قد تختار اللجنة التنفيذية التصرف بدلاً منهم. يهدف هذا إلى ضمان عدم رفض أي طلب مستحق بسبب عدم وجود اتصال مسبق مع المجتمع التأديبي.

### عضوية مدى الحياة
عضوية مدى الحياة الشرف الأعلى والأقدم الذي يمكن أن تمنحه الجمعية البريطانية لأبحاث الشيخوخة. يعود تاريخها إلى بدايات الجمعية ومنحِت لأول مرة لمؤسسها، فلاديمير كورنشافسكي(1880-1959) قبل وقت قصير من وفاته. قبل عام 2011 لم يُقدم سوى أربع جوائز من هذا النوع في تاريخ الجمعية البريطانية لأبحاث الشيخوخة، وكان آخرها عام 1966 للبروفيسور الرائد في علم الشيخوخة فريتز فيرزار(1886-1979). للتأهل كعضو مدى الحياة فخري، يجب الموافقة على المرشح من قبل تسعة أعشار أعضاء الجمعية على الأقل.
رافق الجائزة الأصلية لعضوية مدى الحياة الفخرية هدية (مبلغ من جنيه واحد لكل عضو في اللجنة التنفيذية). للاحتفاظ بهذا التقليد، يحصل أعضاء مدى الحياة الفخريون اليوم على شارة فضية مميزة. صُممت من قبل ريتشارد فيرجهر ومصممة المجوهرات الشهيرة كلارا فيتشي، تدمج الشارة فكرة الصدفة المطبقة بأسلوب معين والحروف الأولى من الجمعية البريطانية لأبحاث الشيخوخة. حققت فيتشي اعترافاً واسع النطاق بتصميمات من هذا النوع، والتي تستلهم من فن الخط والطباعة. يدمج اختيار الصدفة كرمز لعضوية مدى الحياة بين أفكار من علم الشيخوخة الحديث ورمزية شارات الحاج من القرون الوسطى. إنها إشارة في وقت واحد إلى أركيتكا أيلندكا (الحيوان غير المستعمر الأطول عمراً) وإلى هياكل على شكل أصداف ارتداها حجاج القرون الوسطى. بالنسبة للحجاج الأصليين، تمثل التلال الشعاعية على الأصداف التي ارتدوها طرق السفر المختلفة للحجاج، وفي النهاية تتقارب على وجهتهم المشتركة. وبالمثل فإن عضوية الجمعية البريطانية لأبحاث الشيخوخة تدرس بيولوجيا الشيخوخة بطرق مختلفة للغاية ولكن تشترك في هدف مشترك وهو خلق حياة إنسانية أطول وأكثر صحة.

### وسام بيركينهيد للورد كوهين
تأسس في عام 1979 ومُنح لأول مرة في عام 1980. يشرف وسام اللورد كوهين شخصاً من وجهة نظر لجنة الأوسمة قدم مساهمة كبيرة في أبحاث الشيخوخة، إما من خلال الاكتشافات الأصلية أو في الترويج لموضوع علم الشيخوخة في أوسع جوانبه. يمكن أن يُدعى مستلم  الجائزة من قبل أي عضو في الجمعية ليلقي خطاباً رئيسياً أمام جمعية الترشيح. يجب أن توضح الترشيحات اسم المرشح وعنوانه ومؤهلاته، ويجب أن تتضمن معلومات كافية للسماح لأعضاء لجنة وسام اللورد كوهين بتقييم قيمة المساهمة في بحث الشيخوخة. الأعضاء الحاليون في اللجنة التنفيذية غير مؤهلين.

### جائزة كورنشافسكي
تقدم جائزة كورنشافسكي لعضو الجمعية الذي قدم مساهمة أصلية في بحث الشيخوخة ذات أهمية كافية للجمعية لرعاية نشر هذه النتائج على نطاق أوسع بين الأوساط العلمية. يُختار حامل الجائزة على أساس تنافسي من بين العروض الشفهية المقدمة من أعضاء الجمعية في الاجتماع العلمي (بما في ذلك الاجتماعات المشتركة) في الجمعية. معايير الجائزة: الأهمية العلمية للعمل وكفاءة الإلقاء الذي يعرضه المرشح.
يحصل المستلم على جائزة نقدية (1500 جنيه إسترليني حالياً) يستخدمها  لحضور اجتماع علمي مناسب لعرض أعماله، وتعزيز أهداف الجمعية و(تقديراً للعمل الدؤوب لكورنشافسكي في هذه المجال) ولتسهيل التعاون الدولي في الشيخوخة.
المكان الحالي للاختيار هو الاجتماع السنوي للجمعية الأمريكية للشيخوخة، لكن يمكن لمقدم الطلب اختيار اجتماع آخر يخضع للمنظمة المضيفة مع إعطاء تقدير مناسب للجمعية البريطانية لأبحاث الشيخوخة والتصديق المسبق للجنة التنفيذية.